# Dehydroepiandrosteron
Dehydroepiandrosteron (łac. prasteronum), DHEA – organiczny związek chemiczny, naturalny hormon steroidowy produkowany z cholesterolu w nadnerczach, a konkretnie w warstwie siateczkowatej kory nadnerczy. Został odkryty, a potem zsyntetyzowany, przez francuskiego lekarza i naukowca, Étienne’a-Émile’a Baulieu.
Dehydroepiandrosteron jest chemicznie podobny do testosteronu i estradiolu i może łatwo być w nie przekształcony. Produkcja tego hormonu osiąga szczyt we wczesnym wieku dorosłym i później zaczyna spadać. Jego znaczenie w warunkach zdrowia i choroby nie zostało dokładnie ustalone.
Postuluje się, że jego uzupełnianie może być korzystne w następujących schorzeniach:
- choroby układu sercowo-naczyniowego
- cukrzyca
- hipercholesterolemia
- otyłość
- stwardnienie rozsiane
- choroba Parkinsona
- choroba Alzheimera
- zaburzenia układu odpornościowego
- depresja
- osteoporoza

Jest stosowany w leczeniu substytucyjnym pierwotnej niedoczynności kory nadnerczy.
Jest jednak za mało naukowo potwierdzonych danych, żeby zalecać stosowanie
DHEA na szerszą skalę, poza wyspecjalizowanymi ośrodkami endokrynologicznymi.
DHEA prawdopodobnie wpływa na zwiększenie anabolizmu mięśni.

## Preparaty
Zarejestrowane w Polsce preparaty zawierające dehydroepiandrosteron (stan na styczeń 2025): Biosteron, DHEA Aflofarm, Femistelin, Intrarosa, Novostella, Stymen.